# Oxford (thị trấn), Wisconsin
Oxford là một thị trấn thuộc quận Marquette, tiểu bang Wisconsin, Hoa Kỳ. Năm 2010, dân số của thị trấn này là 853 người.